# Turkooistangare
De turkooistangare (Tangara mexicana) is een zangvogel uit de familie Thraupidae (tangaren). 

## Verspreiding en leefgebied
Deze soort telt vier ondersoorten:
- T. m. vieilloti: Trinidad.
- T. m. media: oostelijk Colombia en Venezuela.
- T. m. mexicana: van de Guyana's tot centraal Brazilië.
- T. m. boliviana: van zuidoostelijk Colombia tot oostelijk Ecuador, oostelijk Peru, westelijk Brazilië en noordelijk Bolivia.